# Tsutomu Hata
Tsutomu Hata (japansk: 羽田 孜, Hata Tsutomu) (født 24. august 1935 i Tokyo, død 28. august 2017) er en tidligere japansk politiker, der i perioden mellem 28. april og 30. juni 1994 kortvarigt var Japans 80. premierminister.
Hata tilhørte Japans liberaldemokratiske parti og arbejdede sig op i partiet indtil han forlod dette i 1993 til fordel for Japans fornyelsesparti sammen med Ichirō Ozawa. Dette parti blev en del af Morihiro Hosokawas antifraktion mod regeringen ledet af LDP. Hata fik herefter posten som udenrigsminister i kabinettet ledet af Hosokawa. Den 28. april 1994 gik Hosokawa af, hvorved Hata blev statsminister. Kort efter forlod Japans socialistiske parti regeringskoallitionen i rigsdagen, og i stedet for at risikere at komme i mindretal, gik Hata af i slutningen af juni til fordel for Tomiichi Murayama.
Hata gik herefter til partiet Shinshinto og dannede senere Solpartiet og Partiet for godt styre. I 1998 gik dette parti ind i Det demokratiske parti, hvor Hata har spillede en vigtig rolle.